# Municipio de San Juan Mazatlán
El municipio de San Juan Mazatlán es uno de los 570 municipios en que se encuentra dividido para su régimen interior el estado mexicano de Oaxaca. Se encuentra ubicado en el noreste de la entidad, siendo su cabecera el poblado de San Juan Mazatlán.

## Geografía
El municipio de San Juan Mazatlán se encuentra localizado en el noreste del territorio de Oaxaca, en la zona de transición de la sierra Mixe al istmo de Tehuantepec. 
Forma parte de la región Sierra Norte y del distrito de Mixe. Tiene una extensión territorial de 1632.912 kilómetros cuadrados que equivalen al 1.73% del territorio estatal. Sus coordenadas geográficas extremas son 16° 55' - 17° 23' de latitud norte y 95° 08' - 95° 42' de longitud oeste y su altitud va de un máximo de 1 700 a un mínimo de 0 metros sobre el nivel del mar.
Limita al oeste, noroeste y norte con el municipio de San Juan Cotzocón, al este con el municipio de Matías Romero Avendaño y el municipio de San Juan Guichicovi; al sureste limita con el municipio de Santo Domingo Petapa y el municipio de Santa María Guienagati, al sur con el municipio de Guevea de Humboldt, el municipio de Santiago Lachiguiri y el municipio de Santiago Ixcuintepec y finalmente al suroeste con el municipio de San Lucas Camotlán y el municipio de San Miguel Quetzaltepec.

## Demografía
El municipio de San Juan Mazatlán, de acuerdo con los resultados del Censo de Población y Vivienda llevado a cabo en 2010 por el Instituto Nacional de Estadística y Geografía, tiene una población total de 17 100 personas, de las que 8 432 son hombres y 8 668 son mujeres.
La densidad de población asciende a un total de 10.47 personas por kilómetro cuadrado.

### Localidades
El municipio incluye en su territorio un total de 36 localidades. Las principales, considerando su población del censo de 2010, son:
| Localidad              | Población |
| Total Municipio        | 17 100    |
| San Juan Mazatlán      | 1 787     |
| General Felipe Ángeles | 1 455     |
| Constitución Mexicana  | 1 222     |
| Santiago Malacatepec   | 1 173     |
| San José de las Flores | 1 038     |
| Santiago Tutla         | 981       |

- Constitución Mexicana (1320 habitantes)
- General Felipe Ángeles (1464)
- Los Fresnos (1005)
- San José de las Flores (1082)
- San Juan Mazatlán (1953)
- Santiago Malacatepec (1216)
- Santiago Tutla (1093)

- 12 de Julio (121 habitantes)
- San José de los Reyes el Pípila (319 habitantes)
- El Tortuguero (490 habitantes)
- Gustavo Díaz Ordaz (217)
- La Esperanza (138)
- Loma Santa Cruz (625)
- La Mixtequita (936)
- La Nueva Esperanza (199)
- La Palestina (177)
- La Soledad (357)
- Lázaro Cárdenas (144)
- Los Raudales (385)
- Los Valles (200)
- Ejido Madero (295)
- Monte Águila (682)
- Nuevo Progreso (263)
- Rancho Juárez (433)
- San Antonio Tutla (321)
- San Pedro Acatlán Grande (641)
- San Pedro Chimaltepec (931)
- Tierra Negra (611)
- Tierra Nueva (424)
- Villa Nueva (714)

- El Aserradero (16 habitantes)
- La Cañada (1)
- La Esperanza (63)
- La Estrella (2)
- Las Mandarinas (10)
- Las Palomas (7)
- Rancho Los Pinos (4)
- Nuevo Centro (68)
- Rancho Los Naranjos (5)
- Rancho Nuevo (11)
- Rancho San Antonio (4)
- Rancho Sansón (5)
- San Antonio del Valle (64)
- Santa María Villa Hermosa (16)

- Andrés Guillén Tadeo (- habitantes)
- Arroyo Arena (- habitantes)
- Brena Torres Viejo (- habitantes)
- El Pedregal (- habitantes)
- Islas Verdes (-)
- Ojo de Agua (-)

## Política
El gobierno del municipio de San Juan Mazatlán se rige por principio de usos y costumbres, mismo que se encuentra vigente en un total de 424 municipios del estado de Oaxaca y en las cuales la elección de autoridades se realiza mediante las tradiciones locales y sin la intervención de los partidos políticos. 
El ayuntamiento de San Juan Mazatlán está integrado por el presidente municipal, un síndico y un cabildo integrado por tres regidores.
Local:
- Distrito electoral local de 11 de Oaxaca, con cabecera en Matías Romero Avendaño.[4]

Federal:
- Distrito electoral federal 7 de Oaxaca, con cabecera en Ciudad Ixtepec.[5]